# Śluza Paniewo
Śluza Paniewo – dziewiąta śluza na Kanale Augustowskim (licząc od strony Biebrzy). Jedyna dwukomorowa śluza na Kanale Augustowskim na terenie Polski.
Wybudowana w latach 1826 – 1828 przez Michała Horaina. Z powodu dużej różnicy poziomów między jeziorem Paniewo a jeziorem Krzywym, która wynosi ponad 6 m śluza składa się z dwóch połączonych ze sobą komór, a czas śluzowania wynosi około 40 min.
Olbrzymie parcie wody i silna filtracja wód zaskórnych sprawiły, że już przed I wojną światową konieczny okazał się remont generalny.
Została zniszczona w czasie II wojny światowej m.in. podczas udanej akcji dywersyjnej dokonanej przez oddziały AK 20 czerwca 1944 r.
Po wojnie remontowano śluzę w latach:
- 1947 – 1948: odbudowa ze zniszczeń wojennych
- 1951: próba uszczelnienia gruntu metodą elektroosmozy
- 1953 – 1954: wymiana drewnianej podłogi na żelbetową, wypełnienie betonem powstałych kawern, drenaż wzdłuż ścian
- 1970: próba ratowania budowli zastrzykami betonu
- 1973 – 1979 śluza została całkowicie rozebrana, następnie została odbudowana z zastosowaniem współczesnych materiałów i technik, lecz z zachowaniem oryginalnego wyglądu i systemu obsługi.
- 2011: śluza została zamknięta z powodu fatalnego stanu technicznego. Jej ponowne otwarcie po remoncie przewidywane jest na 2013 rok[potrzebny przypis].
- 2012: śluza jest w pełni sprawna[potrzebny przypis].
- Położenie: 61 kilometr kanału
- Różnica poziomów: 6,29 m
- Długość: 88 m
  - Dł. użytkowa pierwszej komory: 41,41 m
  - Dł. użytkowa drugiej komory: 43,64 m
- Szerokość: 5,95 m
- Wrota: drewniane
- Lata budowy: 1826 – 1828
- Kierownik budowy: Michał Horain